# Valarxak d'Armènia
Valarxak, Valarshak o Valarsaces d'Armènia (en armeni Վաղարշակը) fou un co-rei d'Armènia de la dinastia dels Arsàcides, que va regnar del 384 al 386.
Valarxak éera el fill segon del rei Pap d'Armènia i de la reina Zarmandukht. Fou portat al tron l'any 384 com rei mancomunat amb el seu germà Àrsaces III pel regent Manuel Mamiconi amb l'acord de la cort de Pèrsia.
Amb la finalitat de mantenir l'equilibri entre les grans dinasties feudals armènies, es va casar amb la filla de la aspet (comandant de la cavalleria) Isaac I Bagratuní mentre que el seu germà es va casar amb la pròpia filla del regent Bardanduct Mamiconi.<.
Valarxak, que sembla haver fixat la seva residència a la part occidental d'Armènia, va morir sense deixar cap hereu el 386, mesos després de Manuel Mamiconi.